# Enrico Hernández
Enrico Hernández (* 23. Februar 2001 in Almere) ist ein salvadorianisch-niederländischer Fußballspieler mit Wurzeln in Finnland. Er steht bei Vitesse Arnheim und ist auf Leihbasis beim Zweitligisten FC Eindhoven engagiert.

## Hintergrund
Der Vater von Enrico Hernández kommt aus El Salvador, die Mutter ist Finnin. Geboren wurde er in Almere in der niederländischen Provinz Flevoland, 21 Minuten von Amsterdam entfernt.

## Karriere

### Verein
Enrico Hernández begann mit dem Fußballspielen bei ASC Waterwijk in seiner Geburtsstadt Almere und landete später bei Almere City FC, dem größten Verein der Stadt. Von dort wechselte er in das Nachwuchsleistungszentrum von Ajax Amsterdam, ehe er der Jugendakademie von Vitesse Arnheim beitrat. Am 17. Dezember 2020 gab Hernández im Alter von 19 Jahren sein Debüt als Profi, als er im KNVB-Beker gegen Willem II Tilburg zum Einsatz kam, als er kurz vor Schluss für Oussama Tannane eingewechselt wurde. Zuvor erhielt er einen Profivertrag mit einer Laufzeit von Zweieinhalb Jahren. In diesem Wettbewerb erreichte Vitesse Arnheim das Finale, wobei Enrico Hernández nicht zum Kader gehörte. In der Eredivisie kam er zu zwei Einsätzen.
Im August 2021 verlängerte Hernández seinen Vertrag bis 2024, zugleich wurde er an den Zweitligisten FC Eindhoven verliehen.

### Nationalmannschaft
Enrico Hernández absolvierte mindestens eine Partie für die niederländische U16-Nationalmannschaft. Am 19. März 2021 kam er zum ersten Mal für die U23-Nationalmannschaft von El Salvador zum Einsatz, als er in der Qualifikation der CONCACAF für die Olympischen Spiele 2021 in Tokio gegen Kanada auflief. Für die U23 der Mittelamerikaner absolvierte Hernández drei Spiele. Am 26. August 2021 wurde er für die A-Nationalmannschaft von El Salvador nominiert, als er in den Kader für die Spiele in der dritten Runde der WM-Qualifikation gegen die USA, gegen Honduras und gegen Kanada berufen wurde. Am 2. September 2021 wurde Enrico Hernández im Spiel in San Salvador gegen die USA eingesetzt.